# Пшибендза (річка)
Пшибендза [пол. Przybędza (potok)] — річка в Польщі, у Живецькому повіті Сілезького воєводства. Ліва притока Соли, (басейн Балтійського моря).

## Опис
Довжина річки приблизно 3,75 км, найкоротша відстань між витоком і гирлом — 3,04 км, коефіцієнт звивистості річки — 1,24 .

## Розташування
Бере початок у селі Пшибендза ґміни Радзехови-Вепш. Тече переважно на південний схід і впадає у річку Солу, праву притоку Вісли.

## Цікавий факт
У селі Пшибендза річку перетинає швидкісна дорога S1.